# Estadi Monumental de la U
L'Estadi Monumental, conegut com Monumental de Ate o Monumental de la U, és un estadi esportiu al districte d'Ate de la ciutat de Lima, al Perú. Va ser dissenyat per l'arquitecte uruguaià Walter Lavalleja.
És la seu del club Club Universitario de Deportes reemplaçant l'antic estadi Teodoro Fernandez. Va ser construït entre els anys 1991 i 2000, i inaugurat el 2 de juliol de 2000. És l'estadi més gran del Perú i un dels més grans del món amb una capacitat per a 80.000 espectadors. Se'l considera com un dels estadis més moderns d'Amèrica Llatina.
L'any 2015, l'Estadi Monumental va ser distingit com a «un dels 100 millors estadis del món» per la prestigiosa revista anglesa FourFourTwo, ocupant el lloc 44. L'any 2017 va ser considerat pel Diari AS com «un dels 10 estadis mítics d'Amèrica del Sud».

## Àrea de premsa i serveis
L'àrea de premsa de l'estadi està ubicat al primer pis de la part superior de la tribuna del costat occident. Compte amb una sala d'acreditacions, un saló per a roda de premsa, cent seixanta-vuit posicions per a premsa escrita, trenta-dues cabines radials, cinc posicions especials per a transmissió de televisió, un saló de premsa, un saló de telecomunicació i una central telefònica.
L'estadi també compta amb més de mil llocs d'estacionament, restaurants, un local per a la Creu Roja i per als Bombers. L'abril del 2023, va ser inaugurat a l'estadi, el museu del Club Universitario.

## Galeria

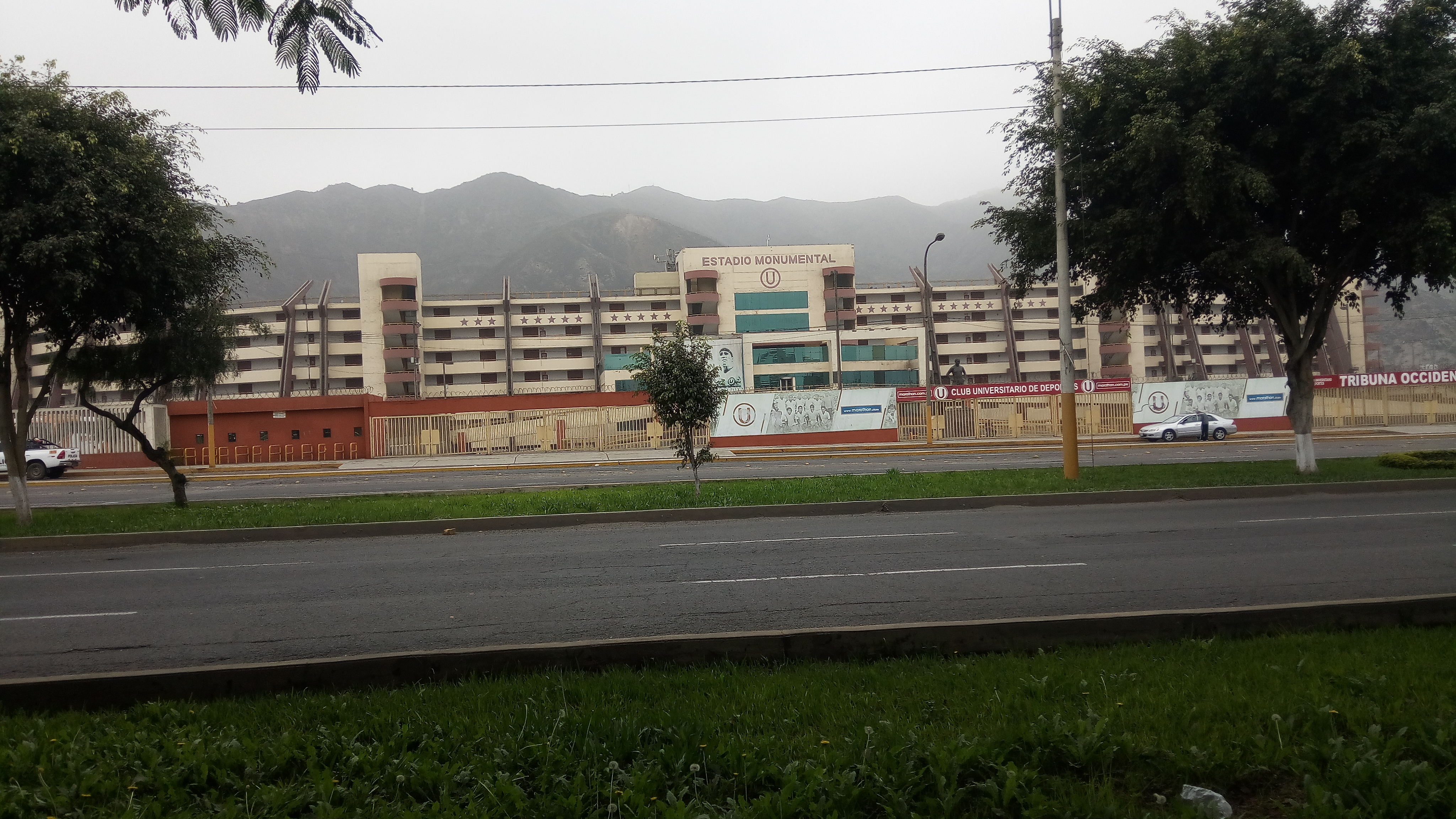
Vista de l'estadi des de l'avinguda Javier Prado.
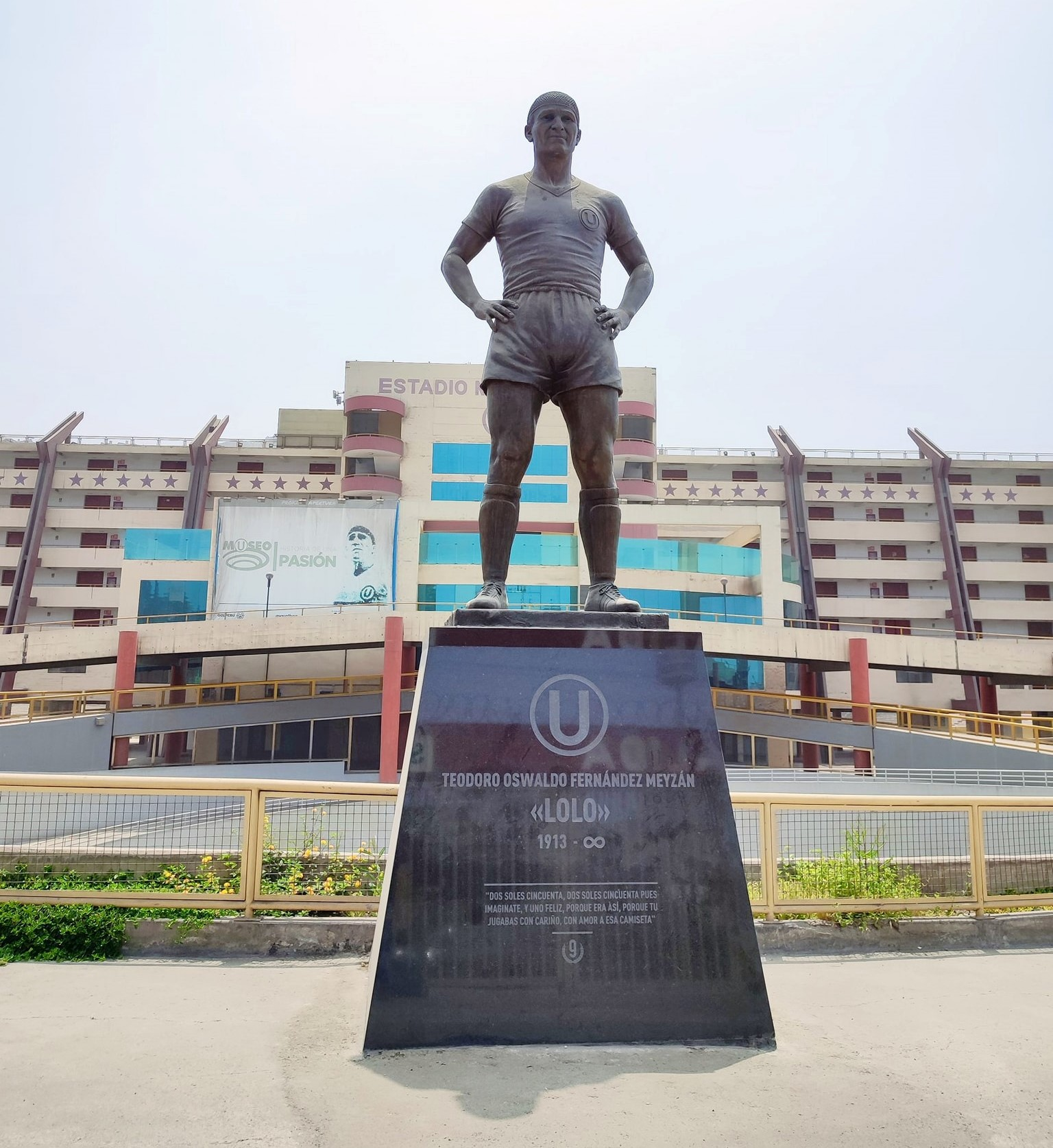
Entrada frontal de l'estadi on es pot veure l'estàtua dedicada a Teodoro Fernández.